# De wadem
Heer Bommel en de wadem (in boekuitgaven/spraakgebruik verkort tot De wadem) is een verhaal uit de Bommelsaga, geschreven en getekend door Marten Toonder. Het verhaal verscheen voor het eerst op 22 november 1979 met een aankondiging, waarna de volgende strips vanaf 17 december tot 11 april 1980 verschenen. Thema: Roes opwekkend gas.

## Vakantieaankondiging 0581
Terwijl heer Bommel deze herfst uitgeblust bij de haard zit, constateert de ontboden geneesheer uitgebreide ouderdomsverschijnselen. Heer Bommel klaagt nog over de vallende kalk van zijn bediende Joost. Laatstgenoemde wijst bovendien op vergeetachtigheid, na de brutale behandeling door de verzamelde Rommeldammers. De arts schrijft acetylsalicylzuur voor en verbiedt het kranten lezen,televisie kijken en gebiedt rust. Het dieet bestaat uit rauwe wortelen en aardappelen in de schil. Op 17 december zal de kasteelheer echter zijn strijd tegen ‘de Wadem’ starten.

## Hoorspel
- De wadem in het Bommelhoorspel